# Sketches of Spain
Sketches of Spain – album nagrany przez Milesa Davisa w listopadzie 1959 r. i marcu 1960 oraz wydany przez firmę nagraniową Columbia w 1960 roku.

## Historia nagrania i charakter albumu
Sketches of Spain były kolejnym etapem współpracy Milesa Davisa i Gila Evansa; ostatnimi ich dziełami były albumy Miles Ahead (CL 1041) i Porgy and Bess (CL 1272/CS 8085). Chociaż nagranie Porgy and Bess stanowiło duże wyzwanie, to praca nad Hiszpańskimi szkicami stanowiła wyzwanie jeszcze większe.
Miles zaczął myśleć o albumie z muzyką hiszpańską po usłyszeniu na początku 1959 r. Concierto de Aranjuez na gitarę i orkiestrę hiszpańskiego kompozytora Joaquína Rodrigo. Miles wspomina, że słuchał tego koncertu przez dwa tygodnie. I wtedy razem z Evansem postanowili zmierzyć się z tym tematem i nagrać album.
Evans przede wszystkim zmienił nieco i wydłużył środkową partię koncertu.
Miles wysłuchał wówczas m.in. Manuela de Falli El Amor Brujo (balet), z którego z Evansem wybrali  "Will o' the Wisp". "The Pan Piper" był etnicznym utworem zasłyszanym gdzieś przez Evansa (przesłuchiwali razem także nagrania polowe Alana Lomaxa). "Saeta" jest muzyką typu flamenco i jednym z najstarszych rodzajów muzyki religijnej z Andaluzji. Specyficzny rytm utworu podkreśla jego marszową procesyjność. Podstawową formą flamenco jest andaluzyjska "Solea", która w hiszp. znaczy "soledad" (samotność).
Niektórzy krytycy album ten ocenili bardzo nisko, twierdząc, że nie jest to płyta jazzowa; nie ma np. synkopowanych rytmów. Davis odparł na to to jest muzyka i ja ją lubię.
- W 2003 album został sklasyfikowany na 356. miejscu listy 500 albumów wszech czasów magazynu Rolling Stone[4].

## Muzycy
Orkiestra - układ alfabetyczny
- Danny Bank - klarnet basowy
- Bill Barber - tuba
- John Barrows - skrzydłówka
- Albert Block - flet
- James Buffington - róg
- Eddie Caine - flet, skrzydłówka
- Paul Chambers - kontrabas
- Earl Chapin - róg
- Jimmy Cobb - perkusja
- Johnny Coles - trąbka
- Miles Davis - trąbka, skrzydłówka
- Harold Feldman - klarnet, flet, obój
- Bernie Glow - trąbka
- Dick Hixon - puzon
- Elvin Jones - instrumenty perkusyjne
- Taft Jordan - trąbka
- Jack Knitzer - fagot
- Jose Mangual - instrumenty perkusyjne
- Jimmy McAllister - tuba
- Tony Miranda - róg
- Louis Mucci - trąbka
- Romeo Penque - obój
- Janet Putnam - harfa
- Frank Rehak - puzon
- Ernie Royal – trąbka
- Joe Singer - róg

Gil Evans - aranżer i dyrygent orkiestry

## Lista utworów

### Strona pierwsza
| 1. | Concierto de Aranjuez (J. Rodrigo) | 16:14 |
|    |                                    |       |
| 2. | Will o' the Wisp (M. DeFalla)      | 3:48  |
|    |                                    |       |
|    |                                    | 20:02 |
|    |                                    |       |

### Strona druga
| 1. | The Pan Piper (G. Evans) | 3:57  |
|    |                          |       |
| 2. | Saeta (G. Evans)         | 4:57  |
|    |                          |       |
| 3. | Solea (G. Evans)         | 12:08 |
|    |                          |       |
|    |                          | 21:02 |
|    |                          |       |
Wznowienie na CD z 2000 rdodano utwory bonusowe
| 1. | "Song of Our Country" (G. Evans)                                                  | 03:23 |
|    |                                                                                   |       |
| 2. | "Concierto de Aranjuez" (wersja alternatywna; część 1) (J. Rodrigo)               | 12:04 |
|    |                                                                                   |       |
| 3. | "Concierto de Aranjuez" (wersja alternatywna; część 2 - zakończenie) (J. Rodrigo) | 03:33 |
|    |                                                                                   |       |
|    |                                                                                   | 19:00 |
|    |                                                                                   |       |

## Opis płyty

### Płyta analogowa (winylowa)
- Producent – Teo Macero
- Inżynier dźwięku – Fred Plaut
- Daty nagrania – 20 listopada 1959, 10 marca 1960
- Miejsce nagrania – Nowy Jork
- Czas albumu – 41 min. 04 sek.
- Data wydania – 1960
- Tekst – Nat Hentoff
- Firma nagraniowa – Columbia
- Numer katalogowy – CS 8271

### Wznowienie na CD
- Producent – Teo Marcero
- Inżynier dźwięku – Larry Keyes
- Firma nagraniowa – Columbia
- Numer katalogowy – CK 40578

[istnieje kilka innych wznowień na CD]